# 鈴木信行
鈴木 信行（すずき のぶゆき、1965年〈昭和40年〉8月5日 - ）は、日本の政治活動家。政治団体日本国民党代表。前東京都葛飾区議会議員（1期）。元維新政党・新風代表。

## 経歴
東京都葛飾区生まれ。葛飾区立鎌倉小学校、葛飾区立奥戸中学校を卒業、東京学館高等学校を中退。2012年に中央仏教学院を卒業した。
1980年代に日本に対する思いから政治活動を始め、市民団体の街頭宣伝等に携わっていた。1985年、一水会主催の勉強会などに参加。その後、反米反基地闘争などの活動を展開。統一戦線義勇軍情宣局長を経て、現代維新社の共同代表に就任。1992年参院選では、日本青年社が関与し野村秋介が率いる「風の会」の選挙スタッフを務めた。
1995年、魚谷哲央率いる維新政党・新風の結党に参加し、政党での活動を本格化させた。同年には靖国神社清掃奉仕有志の会の活動にも参加し始め、鈴木は代表に就任している。新風の東京都本部代表として迎えた2007年、鈴木は第21回参議院議員通常選挙に東京都選挙区から新風公認で立候補した。核武装などを主張したが、落選。供託金を没収された。選挙後の2008年には新風本部幹事長に就任。2011年には維新政党・新風の第4代代表に就任した。新風の党代表として迎えた2013年・2016年、第23回参議院議員通常選挙と第24回参議院議員通常選挙に東京都選挙区に立候補したが、落選し、代表を辞任した。
2017年7月7日、対韓国闘争を巡った路線対立により、新風党本部から離党勧告を受け、独立を宣言した。これにより、「維新政党・新風東京都本部」がそのまま別の政治団体として分裂、鈴木は同月13日に新風より除名された。
同年11月の葛飾区議会議員選挙に無所属で立候補。2587票を集め36位（定数40）で当選を果たした。
同年12月に「維新政党・新風東京都本部」から改称した「日本国民党」の代表に就任した。
2021年11月7日投票、8日開票の葛飾区議会議員選挙では1986票を得るも、48位（定数40）で落選。

## 発言・主張

### 韓国関連

#### 鬱陵島への渡航・調査
2011年8月1日、新風の国民運動委員である村田春樹や拓殖大学教授下條正男、自民党・創生日本所属国会議員新藤義孝、稲田朋美、佐藤正久の一行で大韓民国鬱陵島調査に出向いたが国会議員三名と下條は韓国内の空港で入国拒否された。残った鈴木及び村田は入国し調査等を行っているが、三人の議員と下條は帰国後に所期の外交目的を達成した事を確認してその後の鬱陵島行きを断念している。

#### 韓国で竹島領有権主張
2012年6月には韓国へ渡航。ソウル市内で、開設されたばかりの「戦争と女性の人権博物館」（通称・慰安婦博物館）前及び在韓国日本大使館前の慰安婦像のそれぞれに、日の丸と"竹島は日本固有の領土"と日本語および韓国語で書かれた「竹島の碑」を設置した。さらに、竹島の日本領有権主張の為に日本大使館の外交官に渡そうとしたことで韓国や日本のメディアでも報じられた。なお、自身のブログで『今後は日本大使館前にある売春婦像に「竹島の碑」を縛りつけた画像を韓国内に広めて、韓国内の世論を喚起したいと思います』と、行動の理由を語っており、『日本大使館前に追軍売春婦像を設置したことを、日本人は黙っていない怒り心頭に発していると、世界に発信し韓国の嘘を暴き、日本の名誉を回復しなければならない』とも述べている。なお鈴木はソウル中央検察庁から出頭を要求された際には国際宅急便で自身の顔写真入りの「竹島の碑」と題する杭を送り付けた。これに対し「韓国検察を愚弄した」と韓国メディアは批判している。2013年2月17日、ソウル中央検察庁から慰安婦に対する名誉毀損であるとして起訴された。
また金沢市の尹奉吉碑の側に「竹島の碑」（木製の杭）があることをブログで言及。尹奉吉のこともテロリストや殺人犯と明言したことから、韓国で尹の遺族が死者名誉毀損として1千万ウォンの損害賠償を求めて提訴した。裁判では竹島の碑を打ち込んだのは鈴木自身だとされ、一度も答弁書を出さなかった鈴木側の敗訴となった。
これらのことから鈴木は現在、韓国政府から入国禁止処分を受けており、仮に韓国に入国した場合は上記の賠償金が請求される。この「入国禁止」処分は「入国拒否」よりも重く、恒常的な措置とみられる。
中央日報は、鈴木の運動を「杭テロ」と評した。

### 中国関連
2017年11月27日に、twitterで「このグラフを見比べると、訪日支那（中国）人の数値と梅毒患者の増加が符合するよな」などと独自グラフを添付して主張した。28日にはさらに「誰が日本に持ち込んだか分かるじゃん。一番日本に来ている外国人の支那人だよ」などと発言したことで、西日本新聞に差別問題だと報道された。西日本新聞の取材によると厚生労働省の担当者は「梅毒に罹患した人物の国籍情報は調査にない」、「中国人観光客との因果関係は調査しないと分からない」と語り、国立感染症研究所は「国外から梅毒の細菌が流入するリスクはあるが、中国からとは断じられない」と否定した。また、鈴木がブログで引用した医師が勤める病院のスタッフは「可能性のある要因の一つとして挙げただけ」と断定はできないと否定している。これを受けて鈴木は「差別とは別の問題だ」、「因果関係、可能性がある以上はそれに基づいて警鐘を鳴らすのが危機管理にあたる政治家の役割だと鈴木は信じているし、鈴木はこれからも堂々と怯むことなく活動を続ける」と主張している。

## 略歴
- 1965年（昭和40年） - 東京都葛飾区に生まれる。
- 1982年（昭和57年） - 東京学館高等学校を中退。
- 1992年（平成4年） - 風の会の選挙スタッフとして活動。
- 1995年（平成7年）
  - 維新政党・新風の結党に参加する。
  - 靖国神社清掃奉仕有志の会の代表に就任する。
- 2005年（平成17年） - 維新政党・新風の東京都本部代表に就任。
- 2007年（平成19年）7月 - 第21回参議院議員通常選挙に東京都選挙区から新風公認で出馬。21,548票を得るも落選、供託金没収[25]。初登場。
- 2008年（平成20年） - 新風本部幹事長に就任する。
- 2011年（平成23年）
  - 1月 - 新風第4代代表に就任する。
  - 8月 - 鬱陵島調査の為に韓国に入国する。
- 2012年（平成24年）
  - 6月 - 韓国へ入国。在韓日本大使館前の慰安婦像などに、日の丸と竹島の日本領有を明記した「竹島の碑」を設置した。この行為により、7月には韓国への入国禁止措置を受ける。
  - 9月 - 中央仏教学院を卒業する。
- 2013年（平成25年）
  - 7月 - 第23回参議院議員通常選挙に東京都選挙区から新風公認で出馬するも、落選。供託金没収。ただ、鈴木の得票数は前回出馬時（2007年）よりも3倍以上に票を伸ばす77,465票を獲得。党本部はこれを肯定的に受け止めた[26]。 6年ぶり2回目。
- 2016年（平成28年）7月 - 第24回参議院議員通常選挙に東京都選挙区から新風公認で出馬するも、落選。供託金没収。3年ぶり3回目。新風代表を辞任。
- 2017年（平成29年）7月7日 - 新風党本部より離党勧告を受け、「維新政党・新風東京都本部」丸ごとの独立を宣言。同月13日除名される。
  - 11月 - 葛飾区議会議員選挙に無所属で出馬し、当選[10]。
  - 12月 -政治団体「維新政党・新風東京都本部」（代表:荒木紫帆）[27]が総会で「日本国民党」への党名変更と鈴木の代表就任等を承認した[11]。
- 2021年（令和3年）11月 - 葛飾区議会議員選挙落選。

## 政策
- 選択的夫婦別姓制度に「反対」[28]。2021年に葛飾区議会で可決された「選択的夫婦別姓制度の審議を求める意見書」に、議決に参加した議員の中で唯一反対した[29][30]。

## その他の役職
- 一般社団法人フィリピンエキスポ実行委員会代表理事[31]・委員長[32]

## 著書
- 『指名手配議員 : 私はなぜ「フーテンの寅さん」の聖地で議員になれたのか?』集広舎、2022年7月。ISBN 4867350338。[33]